# Северин Гербурт
Северин Гербурт, або Зебжид Гербурт з Фельштина, Добромиля, Брухналя гербу Павча (або Гербурт, помер 1497) — шляхтич, військовик, урядник, зокрема, в українських землях Королівства Польського. Представник роду Гербуртів.

## Життєпис
Ольга Лащинська вважала його сином перемиського хорунжого Гербурта (свого часу Каспер Несецький називав його сином Миклаша Гербурта).
У джерелах згаданий у 1453—1497 роках. Від 1477 р. був львівським хорунжим. Званий був Фельштинським, на відміну від брата Миколая (бл. 1453—1477, званий Добромильським), з яким були співвласниками маєтностей. Після смерті брата Миколая якийсь час не ділив спадку з братанками. У 1484—1485 р. провели поділ. Северин отримав, між іншим, Фельштин, для якого «вистарав» у короля Казимира IV Ягелончика права щорічного ярмарку, щотижневих торгів. Правдоподібно, брав участь у Чорноморській виправі, загинув у битві під Козьміном 1497 р.
Дружина — галицька підкоморянка Анна Кола з Далеєва. Мав 2-х синів, зокрема:
- Ян на Фельштині та Глибокій, дружина — Анна Анастасія Дідушицька[5]
- Станіслав — навчався у Краківському університеті
- одна донька (ім'я невідоме) була у шлюбі з Станіславом Фредром,[6]
- Барбара — друга дружина Івана з Сеняви, сина Ґунтера, 1503 р. вступила в шлюб з Владиславом Яричовським.[7]